# Letov L-11
Letov L-11 byl československý jednomotorový dvoumístný lehký sportovní letoun od leteckého výrobce Letov. Sloužit měl pro základní výcvik, kondiční a navigační létání i k vlekání větroňů. Jeho vývoj byl zahájen v 80. letech na popud Svazarmu. Poprvé vzlétl v roce 1997. Jeho vývoj ukončil krach společnosti Letov. Jediný vyrobený prototyp se dochoval jako muzejní exponát.

## Vývoj
V polovině 80. let 20. století probíhala debata o tom, jak by měl vypadat nový vrtulový cvičný letoun pro sportovní letectví. Jedinou organizací, která sportovní létání umožňovala, byl Svazarm (Svaz pro spolupráci s armádou), tedy organizace úzce navázaná na armádu. Zatímco sportovně založení letci potřebovali relativně lehké, nenáročné a univerzální letadlo se sedadly vedle sebe (X-1), armáda s podporou části průmyslu požadovala těžší letoun se sedadly za sebou, vhodnější pro výcvik budoucích pilotů proudových bojových letadel (X-2). Neslučitelnost obou pojetí nakonec vedla k rozhodnutí vyvinout dva typy cvičných letadel.
Letov zahájil práce na lehčím letounu X-1 (pozdější L-11), který měl sloužit pro předvojenský letecký výcvik branců zajišťovaný Svazarmem. V základním výcviku měl být levnějším nástupcem cvičných letounů Zlín Z-126 Trenér a Zlín Z-42. Následný přechod na proudovou techniku měl proběhnout na navazujícím typu X-2. Do stádia prototypu se nakonec dostal pouze X-1, vyvinutý a postavený v Letovu. Konstrukční tým letounu tvořili Václav Brož z katedry letadel ČVUT, Václav Růžička, který byl vedoucím vývoje letadel společnosti Letov, projektant Josef Řehák a vedoucí oddělení výpočtů Miroslav Sysel.
Pozemní zkoušky prototyp (imatrikulace OK-AYA) prodělal od 11. července do 20. září 1996 na letištích Letňany a Kbely. Dále absolvoval část pevnostních zkoušek, včetně zkoušky křídla do početního zatížení. Časopis Letectví a kosmonautika tehdy upozornil, že další osud letounu bude patrně záviset na nalezení ekonomicky silného partnera.
První let prototypu proběhl 22. května 1997. Veřejnosti byl prototyp poprvé představen 3. června 1997. Po pokřtění letounu šampaňským s ním z letiště Letňany vzlétl inspektor Aeroklubu ČR Jasoň Kučera. V rámci letových zkoušek prototyp uskutečnil celkem 53 vzletů, poslední 24. října 1997. Vývoj letounu komplikoval nevhodně zvolený motor a vrtule. Projekt L-11 nakonec skončil kvůli krachu samotného výroce Letov, spojenému s odchodem pracovníků vývojového oddělení do Aera Vodochody. Prototyp L-11 získal soukromý vlastník, od kterého se dostal do sbírek Vojenského historického ústavu Praha. V roce 2020 VHÚ získal od Aeroklubu Letňany ještě náhradní příďovou nohu, nejspíše vyrobenou pro další prototyp. Dle výrobního štítku nohu vyrobila Technometra Semily.

## Konstrukce
L-11 je lehký jednomotorový dvoumístný vzpěrový hornoplošník s pevným podvozkem a uzavřenou kabinou. Trup má poloskořepinovou celokovovou konstrukci. V uzavřeném kokpitu jsou sedadla vedle sebe. Překryt se odklápí vzhůru. Letoun je vybaven dvojím řízením. Za kokpitem je prostor pro zavazadla. Křídlo má poloskořepinovou konstrukci o vzepětí 1,5° a jsou opatřena profilem MS/1/-/0313/1675. Křidélka jsou kompozitová ze skelného laminátu. Samonosné ocasní plochy mají profil NACA 0010. Prototyp pohání vzduchem chlazený čtyřdobý čtyřválec OHV Continental O-200A-48 o výkonu 73,6 kW. Během zkoušek roztáčel dvoulistou pevnou vrtuli VZLÚ V236A o průměru 1,8 metru. Později pak kovovou vrtuli McCauley 1A101HCM6948 o průměru 1,76 metru. Pevný podvozek byl příďového typu. Kola hlavního podvozku s nezávislými mechanickými brzdami jsou zavěšena na samonosných kompozitových nohách. Řiditelná příďová noha byla opatřena tlumičem. Prototyp létal pouze v barvě kovu a nažloutlého laminátu. Před kabinou má černý pás proti oslnění.

## Specifikace
Údaje dle

### Technické údaje
- Osádka: 2
- Rozpětí: 9,5 m
- Délka: 6,6 m
- Výška: 2,9 m
- Nosná plocha: 10,75 m2
- Hmotnost prázdného stroje: 440 kg
- Maximální vzletová hmotnost: 670 kg
- Pohonná jednotka: 1× Continental O-200A-48
- Výkon pohonné jednotky: (73,6 kW/100 k)

### Výkony
- Maximální rychlost: 215 km/h[1]
- Dostup: 6750 m
- Dolet: 500 km
- Stoupavost (počáteční): 6,75 m/s